# Theodor Stracke
Theodor Stracke (* 4. März 1842 in Rees, Rheinprovinz; † 1919 in Gladbeck, Provinz Westfalen) war ein deutscher Bildhauer.

## Leben
Theodor Stracke war ein Spross der deutsch-niederländischen Bildhauer-Dynastie Stracké. Sein Großvater war der in Dorsten geborene Bildhauer Ignatius Stracké, ein Schüler von Christian Daniel Rauch an der Berliner Bildhauerschule, der später die Koninklijke School voor Nuttige en Beeldende Kunsten in ’s-Hertogenbosch leitete. Dessen drei Söhne, Gottfried (auch Godefridus, 1813–1848), Johannes Theodor (auch Jean Theodore, 1817–1891) und Franz (auch Frans, 1820–1898), wurden ebenfalls Bildhauer. Theodor Strackes Vater Gottfried war ein Schüler des klassizistischen Bildhauers Ludwig Schwanthaler und unternahm Bildungsreisen nach Italien und in Süddeutschland. Mit Schwanthaler beteiligte er sich an der Gestaltung der Triumph-Germania am südlichen Giebel der Walhalla („Tempel deutscher Ehren“) in Donaustauf bei Regensburg. Dort lernte sein Vater seine Frau Barbara Gutthann (* um 1813) kennen. Am 21. Januar 1840 heirateten sie in Rees am Rhein. Mit seinen Eltern und seinem jüngeren Bruder Julius Augustus Albrecht (1844–1879) kam Theodor Stracke zwischen 1845 und 1848 als Kind nach Bocholt, wo sein Vater 1848 an Rauchvergiftung bei dem Versuch starb, das brennende Haus des Nachbarn zu löschen.
Über Theodors künstlerische Ausbildung ist wenig bekannt. In Betracht kommt insbesondere eine bildhauerische Ausbildung bei seinem Großvater und seinen Onkeln. 1870 heiratete er die Bocholterin Theresia Theodora Thesing (1842–1926). Das Paar bekam vier Kinder, darunter die Tochter Maria, die Mutter des Bildhauers Gottfried Kappen (1906–1981) wurde.
Theodor Stracke war in Bocholt tätig und schuf eine Vielzahl von Plastiken zur Innenausstattung von Kirchenbauten, aber auch Bauplastiken zu ihrer äußeren Gestaltung. Darüber hinaus betätigte er sich als Restaurator. Er starb in Gladbeck, wo sich seine Tochter Maria mit ihrer Familie im Jahr 1909 niedergelassen hatte.

## Werke (Auswahl)

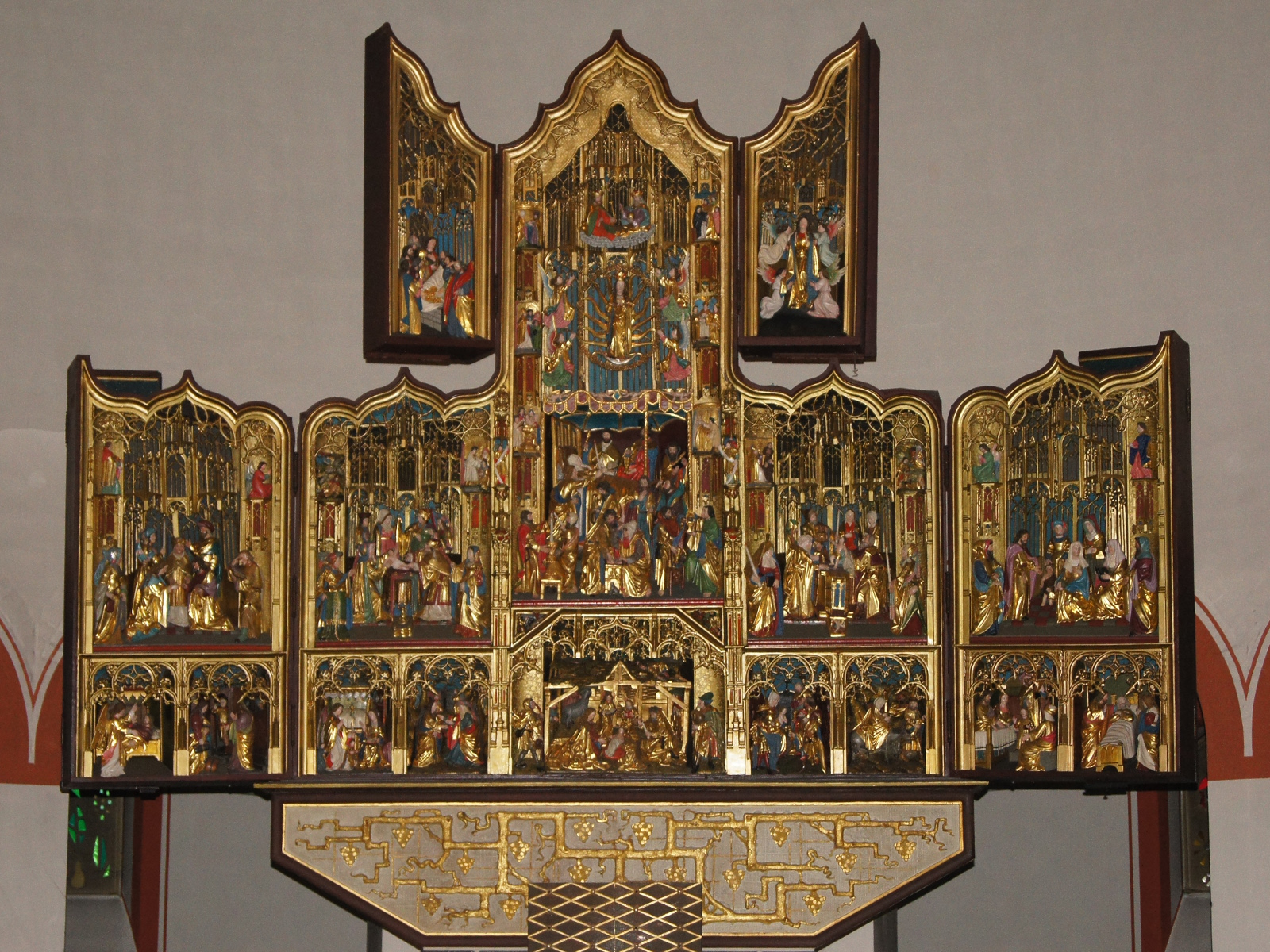
Antwerpener Rentabel (Marienaltar von 1520) mit ergänzten Flügeln von Theodor Stracke aus dem Jahr 1892, St. Jakobi, Coesfeld

- neugotische Altäre für die Kirche St. Georg in Bocholt
- Kommunionbank für die Kirche St. Vitus in Südlohn[1]
- Hochaltar über das Leben und Wirken des heiligen Bonifatius in der Kirche St. Bonifatius in Lorchhausen (1884)[2]
- Ergänzung der Flügel für das Antwerpener Retabel der Kirche St. Jakobi in Coesfeld (1892)[3]
- Innenausstattung und Bauplastik für die Kirche St. Josef in Bocholt, darunter die Figur des in der linken Hand die Weltkugel tragenden Christus Salvator (Christus als segnender Welterlöser)[4]